# Roland Omnès
Pour les articles homonymes, voir Omnes.
Roland Omnès, né le 18 février 1931 à Clichy et mort le 2 août 2022 à Saint-Rémy-lès-Chevreuse,, est un physicien théoricien français, spécialiste de la mécanique quantique.

## Biographie
Ancien élève de l'École normale supérieure (promotion S 1951), mathématicien de formation, Roland Omnès était professeur émérite à l'université Paris-Sud, après en avoir été le président de 1978 à 1983. 
Il a obtenu l'agrégation de mathématiques en 1954, a soutenu une thèse de doctorat en théorie quantique des champs en 1957 et a obtenu le Prix Paul-Langevin en 1959.
Il a été ingénieur au Commissariat à l'énergie atomique de 1955 à 1961 et physicien au Centre européen de recherches nucléaires de 1956 à 1958.
Il a été premier vice-président de la Conférence des présidents d'université de janvier 1981 à septembre 1982.
Il a initié la théorie des histoires consistantes en mécanique quantique, avec les physiciens  Murray Gell-Mann, James Hartle et Robert Griffiths.

## Publications
- Équations intégrales non-linéaires en théorie quantique des champs. Application à la production mésonique des mésons,  thèse de doctorat, Université de Paris, 1957.
- Généralisation de la démonstration des relations de dispersion, Saclay, Centre d'études nucléaires, 1960.
- On the high-energy behaviour of scattering cross-sections, Bures-sur-Yvette, CERN, 1962.
- Mandelstam Theory and Regge Poles: An Introduction for Experimentalists, avec Marcel Froissart, Benjamin, 1963.
- Asymptotic behavior of partial-wave amplitudes, Berkeley, UCRL, 1964.
- Introduction à l'étude des particules élémentaires, Ediscience, 1970.
- L'univers et ses métamorphoses, collection Savoir, Hermann, 1973.
- Théories cosmologiques, Lausanne, EPFL, 1978.
- The Interpretation of Quantum Mechanics, Princeton University Press, 1994[7].  (ISBN 0-691-03669-1)
- Une nouvelle interprétation de la mécanique quantique, dans La Recherche no 280, 1995.
- Comprendre la mécanique quantique, EDP Sciences, 2000. Traduction française de : Understanding Quantum Mechanics, Princeton University Press, 1999.  (ISBN 0-691-00435-8)
- Philosophie de la science contemporaine, Folio essais 256, Gallimard, 1994. Mise à jour : Quantum Philosophy (en), Princeton University Press, 1999.
- Quantum Philosophy – understanding and interpreting contemporary science, Princeton University Press, 1999.
- L'espion d'ici, Groupe Flammarion, Paris, 2000.
- Decoherence : an irreversible process, 2001. Texte complet disponible sur l'ArXiv : quant-ph/?0106006.
- Alors l'un devint deux : la question du réalisme en physique et en philosophie des mathématiques, Flammarion, 2002.   (ISBN 2082100340)
- Soyez savants, devenez prophètes, avec Georges Charpak, Éditions Odile Jacob, Paris, 2004.  (ISBN 2-7381-1676-0)
- Converging realities: toward a common philosophy of physics and mathematics, Princeton University Press, 2004.
- Les indispensables de la mécanique quantique, Éditions Odile Jacob, Paris, 2006.
- Decoherence and Reduction, 2006. Texte complet disponible sur l'ArXiv : quant-ph/0604130.
- La révélation des lois de la nature, Éditions Odile Jacob, Paris, 2008.

## Cours de physique
- Cours de physique, rédigé avec André Astier et Ionel Solomon, École polytechnique, 1970-1971.
- Cours de physique, rédigé avec André Astier, Bernard Gregory et Ionel Solomon, École polytechnique, 1971-1972.
- Cours de physique, rédigé avec André Astier, Bernard Gregory et Ionel Solomon, École polytechnique, 1973.
- Cours de physique, rédigé avec André Astier et Bernard Gregory, École polytechnique, 1974.

## Traductions
- Physique atomique et connaissance humaine, par Niels Bohr, traduction de l'anglais par Edmond Bauer et Roland Omnès revue par Catherine Chevalley, édition établie par Catherine Chevalley, Paris, Gallimard, 1991.
- Les deux infinis et l'esprit humain, par Roger Penrose, avec les contributions d'Abner Shimony, Nancy Cartwright et Stephen Hawking, présentation de Malcolm Longhair, traduit de l'anglais par Roland Omnès, Paris, Flammarion, 2002.